# Ixodes tovari
Ixodes tovari este o specie de căpușe din genul Ixodes, familia Ixodidae, descrisă de Cooley în anul 1945. Conform Catalogue of Life specia Ixodes tovari nu are subspecii cunoscute.